# Согоян, Фридрих Мкртичевич
Фридрих Мкртичевич Согоян (арм. Ֆրիդ Սողոյան, 2 октября 1936, Ленинакан, Армянская ССР, СССР — 31 июля 2019, Москва, Россия) — советский, армянский и российский скульптор; автор более 400 монументальных и станковых композиций. Народный художник Российской Федерации (2004), Украины (2011) и Армении (2017). Лауреат Ленинской премии (1984).

## Биография
Родился 2 октября 1936 года в Ленинакане. В 1961 году окончил скульптурный факультет Ереванского художественно-театрального института. Творческую деятельность начал в 1960 году, с 1961 года — участник художественных выставок. С 1966 года — член Союза художников СССР. В 1970 году был приглашён Е. Вучетичем в Москву.
Произведения хранятся в музеях, галереях и частных коллекциях Армении, Украины, России, Узбекистана, Германии, Швейцарии, Великобритании и США.
Участвовал в работе над созданием Мемориального комплекса Национального музея истории Украины во Второй мировой войне в Киеве. За созданную для комплекса композицию «Форсирование Днепра» в 1984 году был награждён Ленинской премией.
Двое сыновей — Ваге Фридрихович Согоян и Микаэль Фридрихович Согоян — также скульпторы.

Могила на Армянском кладбище

Скончался 31 июля 2019 года в Москве на 83-м году жизни. Похоронен на Армянском кладбище.

## Творчество

### Монументальная скульптура

#### Армения
- 1960 — «Девушка с кувшинами». Ереван.
- 1961 — памятник односельчанам, погибшим в годы Великой Отечественной войны. Село Арени.
- 1964 — памятник чулочнице. Гюмри.
- 1967 — «Восход солнца». Ахурянский район.
- 1969 — «Создатель». Артик.
- 1969 — «Математики древней Армении». Ереван.
- 1968 — памятник воинам — рабочим чулочной фабрики, погибшим в годы Великой Отечественной войны. Гюмре.
- 1970 — памятник революционеру Степану Шаумяну. Ереван.
- 1979 — рельеф на здании Управления внутренних дел. Ереван.
- 1998 — бюст Н. И. Рыжкова. Спитак.
- 2008 — памятник «Жертвам безвинным, Сердцам милосердным»; многофигурная композиция (соавт. В. Ф. Согоян, М. Ф. Согоян). Гюмри, Мемориальный комплекс, посвященный 20-й годовщине Спитакского землетрясения 1988 года в Армении.
- 2009 — памятник Католикосу всех Армян Вазгену I. (соавт. В. Ф. Согоян).

#### Украина
- 1971—1981 — Многофигурная композиция «Форсирование Днепра» Мемориальный комплекс Национального музея истории Великой Отечественной войны, Киев.
- 1982 — «Каховчанка». Каховка.
- 1983 — памятник воинам, погибшим в Великой Отечественной войне. Богодухов.
- 1979 — Композитор Н. Лысенко. Харьковский театр оперы и балета, Харьков.
- 1988 — Нестор-летописец. Киев.
- 1993 — Афганцам, которые погибли. Музей ВОВ, Киев.

#### Россия
- 1977 — памятник партизанам и воинам — сотрудникам органов внутренних дел, погибшим в боях под Москвой в годы Великой Отечественной войны. Москва.
- 1978 — «Прогресс». Фасад здания Академии народного хозяйства, Москва.
- 1983 — «Семья», скульптурная композиция в Гончаровском парке, Москва.
- 1993 — памятник Соловецким юнгам, участникам Великой Отечественной войны (соавт, В. Ф. Согоян).
- 1994 — Богоматерь с ликом Христа. Москва.
- 1996 — памятник жертвам политических репрессий 1945—1953 годов (в соавт. с арх. А. И. Муромским). Москва, Донское кладбище[2].
- 1997 — «Единый крест» (соавт. В. Ф. Согоян). Москва.
- 1997 — «Муза», две декоративные маски (соавт. В. Ф. Согоян). Вход в здание «Галерея Актёр», Москва.
- 1998 — памятник «Оставленным Могилам» на Армянском кладбище в Москве (соавт. В. Ф. Согоян).
- 2000 — памятник воинам, погибшим на Прохоровском поле в Великой Отечественной войне (соавт. В. Ф. Согоян). Село Прохоровка, Белгородская обл.
- 2001 — памятник геологам-первооткрывателям (соавт. В. Ф. Согоян).
- 2002 — памятник И. Муравленко (соавт. В. Ф. Согоян). Муравленко, Тюменская обл.
- 2002 — памятник рабочему-строителю (соавт. В. Ф. Согоян). Долгопрудный, Московская обл.
- 2003 — памятник «Руки Мастера». (соавт. В .Ф. Согоян). Долгопрудный, Московская обл.
- 2005 — памятник подвигу Соловецких юнг в годы Великой Отечественной войны (соавт. В. Ф. Согоян).
- 2006 — памятник дудуку «Песня Родины» (соавт. В.Ф. Согоян, М. Ф. Согоян). Москва.
- 2008 — памятник «Материнство» (соавт. В. Ф. Согоян). Научный центр акушерства и гинекологии, Москва.
- 2009 — памятник председателю попечительского совета «Прохоровское поле». И. Рыжкову (соавт. В. Ф. Согоян). Село Прохоровка, Белгородская обл.
- 2010 — бюст известному полярнику, Герою Советского Союза и Герою России А. Н. Чилингарову. Санкт-Петербург.
- 2010 — памятник «Танковое сражение под Прохоровкой. Таран» (соавт. В. Ф. Согоян, М .Ф. Согоян). Государственный военно-исторический музей-заповедник «Прохоровское поле», село Прохоровка, Белгородская обл.

#### Другие страны
- 1971 — «Мыслители древнего востока». Фасад здания «Музея основания г. Самарканда», Самарканд, Узбекистан.
- 1970—1972 — памятник воинам, погибшим в Великой Отечественной. Самарканд, Узбекистан.
- 1991 — «Мать — Земля» («Армения», соавт. М. Ф. Согоян). Вашингтон, США.

## Галерея

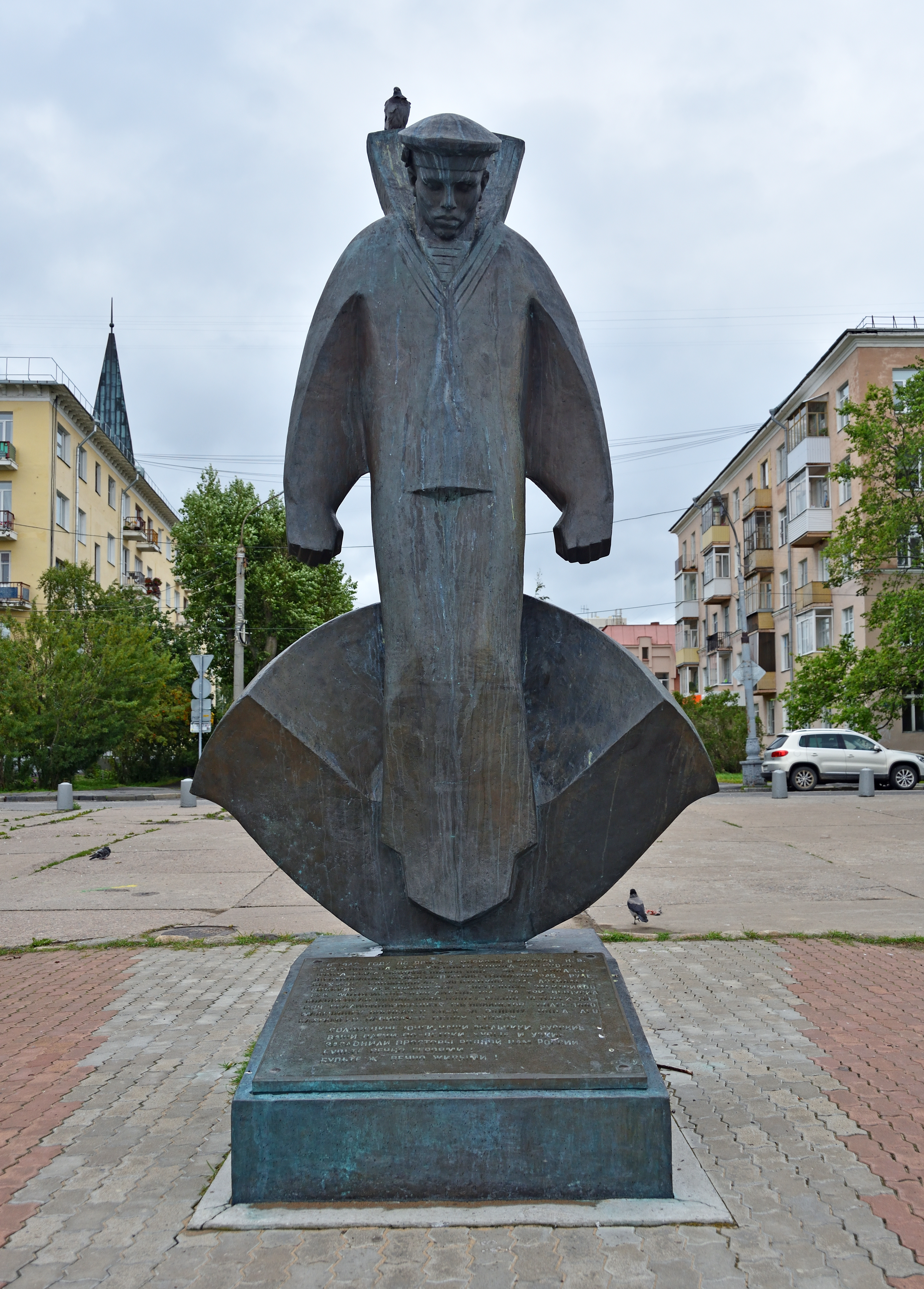
Памятник Юнгам Северного флота (Архангельск)

## Награды и звания
- Медаль Мовсеса Хоренаци (3 сентября 2011 года, Армения) — в связи в 20-й годовщиной независимости Республики Армения, за полновесный вклад в дело сохранения армянства, за заслуги перед Родиной, а также большое содействие укреплению дружбы между Республикой Армения и иностранными государствами[3][4].
- Заслуженный художник Армянской ССР (1981).
- Народный художник Республики Армения (24 мая 2017 года) — за вклад в развитие искусства[5].
- Народный художник Российской Федерации (5 ноября 2004 года) — за большие заслуги в области искусства[6].
- Народный художник Украины (23 августа 2011 года) — за значительный личный вклад в становление независимости Украины, утверждение её суверенитета и международного авторитета, заслуги в государствообразующей, социально-экономической, научно-технической, культурно-образовательной деятельности, добросовестное и безупречное служение Украинскому народу[7].
- Заслуженный деятель искусств УССР (1982).
- «Серебряный крест» Союза армян России — за высокий профессионализм и большой вклад в развитие советского, российского художественного искусства, углубление российско-армянских культурных связей, за активную роль в деле сохранения культуры, языка и национальной самобытности армян России[8].

Премии:
- Ленинская премия (1984) — за мемориальный комплекс «Украинский государственный музей истории Великой Отечественной войны 1941—1945 годов» в Киеве[9].